# Саратовский электроприборостроительный завод
Саратовский электроприборостроительный завод имени Серго Орджоникидзе — российское предприятие электротехнической промышленности в городе Саратов. Входит в холдинг «Авиаприбор».

## История
Предприятие было создано в 1918 году в Москве. Изначально занималось в основном ремонтом импортных авиаприборов. 
В 1922 году предприятие было переименовано в «Авиаприбор».
К концу 1920-х годов налажен массовый выпуск авиагоризонтов, гирополукомпасов, указателей скорости, высотомеров, тахометров и прочей продукции. 
11 ноября 1935 года завод был назван в честь наркома тяжёлой промышленности Серго Орджоникидзе. В 1936 году на базе «Авиаприбора» был создан завод №213. В 1940 году завод стал крупнейшим в СССР предприятием по производству авиационных приборов и 4 ноября 1940 года был награждён Орденом Трудового Красного Знамени указом Президиума Верховного Совета СССР. 
В 1941 году, с началом Великой Отечественной войны, завод эвакуируется в Энгельс, Саратовская область, предприятие выпускает различное оборудование для танков и авиатехники. В 1942 году предприятие было награждено переходящим Красным Знаменем Государственного Комитета Обороны, которое оно удерживало до окончания Великой Отечественной войны.  16 апреля 1946 года, по совместному решению ВЦСПС и министерства авиационной промышленности, Красное Знамя было передано заводу на постоянное хранение. 
В 1944 году конструкторским бюро завода был разработан первый электрогидравлический автопилот АП-45, который использовался на самолетах Ли-2, Ил-12 и Ил-14.  
В 1951 году часть цехов переносится в Саратов. В послевоенные годы на предприятии налаживается выпуск систем автоматического управления полётами. Данная продукция остаётся основной для предприятия до настоящего момента. 
В 1960 году на заводе началось производство гироскопов, для чего был построен специальный корпус с системой кондиционирования и поддержания климата. В 1964 году завод оснастили испытательным оборудованием для тестирования приборов в условиях, близких к рабочим. 
В 1971 году в процессе освоения технологии изготовления печатных плат было зарегистрировано 208 изобретений, часть из которых внедрена в производство. В 1977 году на базе завода и конструкторского бюро промышленной автоматики (КБПА) было создано Саратовское производственное объединение промышленной автоматики, впоследствии переименованное сначала в «Прибор», а затем в «Производственное объединение имени С. Орджоникидзе». 
В 1985 году, в связи с началом «Перестройки», завод сократил выпуск военной продукции и начал увеличивать производство товаров народного потребления, оборудования для гражданской авиации и другой продукции. 
В начале 1990-х годов предприятие было акционировано. 
В 1998 году предприятие получило заказ от Кумертауского вертолетного завода на производство пилотажных комплексов для вертолетов Ка-32, предназначенных для экспорта. 
В 2002 году завод участвовал в программе производства бортового оборудования для самолетов Ту-204, Ту-214, Ил-96-300, Ил-96-400 и Ан-148. В 2006 году компания внедрила собственные разработки в области интегрированной модульной авионики, включая линейку мезонинов и источников питания. 
В 2015 году компания начала диверсификацию производства, запустив инвестиционный проект по выпуску телекоммуникационного радиооборудования по лицензионному соглашению с итальянской компанией Leonardo S.p.A. В 2016 году Министерство Промышленности Российской Федерации начало реализацию второго инвестиционного проекта по созданию Центра малотоннажной химии. В 2017 году предприятие внедряло второе поколение элементов интегрированной модульной авионики и участвовало в кооперации по изготовлению бортового оборудования для самолетов МС-21, Ил-114, Бе-200 и других. В 2019 году открылся Центр малотоннажной химии и была запущена опытно-промышленная линия производства химически осажденного мела. 

## Деятельность предприятия
Основной продукцией предприятия остаются системы автоматического управления полётом (см. авионика). 
Предприятие выпускает, модернизирует, ремонтирует комплексы, системы и приборы к самолетам Ан-124 «Руслан», Ту-204, Ил-96, Ил-76, Су-34, Ан-148, Як-130, скоростным судам на воздушной каверне, вертолетам Ка-27, Ка-28, Ка-32, Ми-8, Ми-17, беспилотным летательным аппаратам, а также к бронетанковой технике. Доля гособоронзаказа (ГОЗ) на предприятии составляет порядка 80 %. 
Помимо этого, Саратовский электроприборостроительный завод выпускает машины для разметки автомобильных дорог, системы автоматического контроля и управления для компрессорных и холодильных машин и пр.
Рейтинговое агентство АКРА присвоило в 2020 году ПАО  "СЭЗ им. Серго Орджоникидзе" рейтинговую оценку BBB-(RU) со стабильным прогнозом. Рейтинг ежегодно подтверждался, в 2023 году был повышен до BBB(RU) и подтвержден на этом уровне в 2024 году. В 2025 году повышен до BBB+(RU).